# Swiss1
Swiss1 est une chaîne de télévision généraliste privée suisse alémanique. Lors de son lancement, elle ambitionne de diffuser des programmes produits en Suisse, ainsi que de l'information, du sport, des documentaires et des films. 
La chaîne débute de diffuser ses programmes le 8 juin 2017. À son lancement, la chaîne peut être visionnée par 95 % des ménages de Suisse alémanique. Toutefois, après la reprise de son signal par les opérateurs TV romands, la chaîne est diffusée dans toute la Suisse à la fin 2020.

## Organisation[1]
- PDG: Rico Krebs
- Directrice des programmes: Daniela Zwahlen
- Directeur de production: Toni Krebs

## Programmes
La chaîne diffuse principalement du tele-shopping de 1h00 à 15h30, puis des films, des séries, et des documentaires ou de la télé-réalité jusqu'à 1h00 du matin.

### Téléréalité
- 90 Day Fiancé
- Cauchemar en cuisine UK
- Die Poolbauer
- Storage Hunters : La Guerre des enchères

### Séries
- Deputy (TV series) (en)
- Gold Rush (TV series) (en)
- Lincoln : À la poursuite du Bone Collector
- Los Angeles : Bad Girls
- Private Eyes

## Diffusion
Le public cible de la chaîne est les 15-59 ans. La chaîne est diffusée en HD dans toute la Suisse par câble via UPC Suisse de même que par ADSL via notamment Swisscom TV. En outre, elle est diffusée en Suisse par IPTV sur Wilmaa, Zattoo et Teleboy.
Sur les opérateurs tv, la chaîne reprend le canal laissé vacant par CHTV.
Elle ne touche pas de redevance télévision. Jusqu'au 31 décembre 2020, la régie de ses espaces publicitaires est assurée par Goldbach Media. Dès le 1er janvier 2021, la régie publicitaire est transférée à Admeira, la filiale du groupe Ringier. Cette dernière annonce également de nouveaux programmes maison dès 2021.
Après plus de trois années d'existence, la chaîne obtient 5 % de pdm le 13 août 2020 auprès des 15-49 ans avec  Die Poolbauer. Elle obtient sa meilleure performance d'audience depuis sa création auprès des 15-29 ans avec la diffusion de Twilight, chapitre III : Hésitation en obtenant 20,5 % de parts de marché en date du 22 novembre 2020.